# Ray Parker jr.
Ray Erskine Parker jr. (1 mei 1954) is een Amerikaans zanger/gitarist die samen met Jerry Knight, Larry Tolbert, Darren Carmichael, Charlie Fearing en Arnell Carmichael de groep Raydio vormde. Behalve diverse Amerikaanse hits scoorde de band ook drie hits in Nederland waarvan er twee de top 10 behaalden waaronder You can't change that.
In 1982 ging Parker solo, wat in 1984 resulteerde in een wereldwijde hit met Ghostbusters uit de gelijknamige speelfilm. In 1987 probeerde hij het nogmaals met I don't think that man should sleep alone en Over you (een duet met Nathalie Cole).
In 2014 kreeg Parker een ster op de Hollywood Walk of Fame.

## NPO Radio 2 Top 2000
Van Ray Parker Jr. stond alleen Ghostbusters in 1999 in de NPO Radio 2 Top 2000, op plek 1867.